# Waggonleihanstalt Robert Metzger & Co.
Die Waggonleihanstalt Robert Metzger & Co. (auch R. Metzger & Co.) war eine österreichische Spedition und Waggonleihgesellschaft und betrieb die firmeneigenen Metzgerwerke in Wien-Inzersdorf.

## Geschichte
1903 gründete Robert Friedrich Metzger laut k.k. Handelsregister-Zentralblatt eine Spedition im Punto Franco in Triest. Das Unternehmen florierte rasch und Metzger avancierte u. a. mit seinen selbst gebauten „Metzger-Waggons“ zum königlich preußischen Hofspediteur. Im Zuge des Ersten Weltkrieges verließ das Unternehmen Triest und siedelte in die am 2. November 1915 gegründete Zweigniederlassung in Wien 1, Franz-Josephs-Quai 7 über. 1916 wurde das Unternehmen in Triest aufgelöst.
Trotz trister wirtschaftlicher Lage konnte Metzger & Co. nach Kriegsende einen rasanten Aufschwung verzeichnen. Bereits existierende Niederlassungen in Berlin und Stuttgart wurden um Dependancen in Niederlassungen in Genf, Basel, Innsbruck, Bozen und Budapest erweitert. Am 27. Jänner 1920 gründete die Spedition als Tochterfirma die Metzgerwerke in Inzersdorf, der Schwerpunkt lag zunächst im Bau und in der Erhaltung des firmeneigenen Waggon-Fuhrparks. Zu diesen zählten vor allem Kesselwagen, Milchwaggons und Weinfasswagen. Bedingt durch die Spezialisierung auf den Transport von Flüssiggütern wie Wein avancierte das Unternehmen zur Weingroßhandlung.
Spätestens in den 1930er Jahren wurde der Waggonbau in den Metzgerwerken aufgenommen, daneben wurden Waggonreparaturen aller Art übernommen und das Unternehmen diente als amtliche Schienenfahrzeug-Prüfstelle für die Österreichischen Bundesbahnen. Im Jänner 1937 kam es bei Schweißarbeiten an einem Benzin-Kesselwagen zu einer heftigen Explosion, die drei Schwerverletzte forderte und erheblichen Sachschaden an den Gebäuden verursachte.
Nach dem Tod des Firmengründers im Jahr 1938 übernahm seine Witwe Mathilde gemeinsam mit ihrem Sohn Hellmuth (1908–1989) und weiteren Familienmitgliedern die Firmenleitung. Es gelang, das Unternehmen durch den Zweiten Weltkrieg und die wirtschaftlich schwierige Nachkriegszeit zu führen. Auch der zunehmende LKW-Konkurrenz konnte man noch einige Zeit widerstehen. Nach dem Tode Hellmuth Metzgers im Jahr 1989 wurde das Unternehmen allerdings 1994 zur Gänze stillgelegt. Die Familie verkaufte Teile der 64.000 Quadratmeter großen Liegenschaft an die Österreichische Post AG, welche hier ein neues Postverteilzentrum errichtete.
Das Unternehmen existiert als Robert Metzger & Nfg. heute noch in anderer Sparte.